# Järve
Järve är en stadsdel i distriktet Kristiine i Estlands huvudstad Tallinn, belägen väster om Ülemistesjön och söder om stadskärnan. Befolkningen uppgick till 2 957 invånare i januari 2017. Stadsdelens namn betyder "sjö" på estniska.

## Historia
Före 1800-talet var området glesbebyggt. Här låg ett sommarresidens kallat Erbe, även Hermannsberg. I slutet av 1800-talet var området tack vare de låga markpriserna populärt bland industriföretag som etablerade sig i stadens utkant. O. Amberg grundade här en fabrik för bearbetning av silikatsten som blomstrade under mellankrigstidens byggboom. I samband med den sovjetiska ockupationen under andra världskriget kom området att användas av den sovjetiska militären och industrierna tvångsförstatligades. Efter Estlands självständighet från Sovjetunionen har området åter blivit hemvist för många privata industri- och handelsföretag.
Stadsdelens järnvägsstation anlades 1923 vid Baltiska järnvägen. Det idag kulturminnesmärkta stationshuset i jugendstil uppfördes 1926 efter ritningar av Karl Burman den äldre (1882–1965).

## Kommunikationer
Järves station trafikeras av pendeltåg i riktning norrut mot centralstationen Balti jaam och i andra riktningen västerut mot Paldiski/Riisipere.